# Scellus notatus
Scellus notatus är en tvåvingeart som först beskrevs av Johan Christian Fabricius 1781.  Scellus notatus ingår i släktet Scellus och familjen styltflugor. Arten är reproducerande i Sverige. Inga underarter finns listade i Catalogue of Life.